# Vindheimajökull
Vindheimajökull är en glaciär i republiken Island. Den ligger i regionen Norðurland eystra, 230 km nordost om huvudstaden Reykjavík.
Runt Vindheimajökull är det ganska tätbefolkat, med 60 invånare per kvadratkilometer. Närmaste större samhälle är Akureyri, omkring 11 kilometer nordost om Vindheimajökull. Trakten runt Vindheimajökull består i huvudsak av gräsmarker.